# Линколн (Мисури)
Линколн (енгл. Lincoln) град је у америчкој савезној држави Мисури.

## Демографија
По попису из 2010. године број становника је 1.190, што је 164 (16,0%) становника више него 2000. године.
| Група             | 2000.         | 2010.         |
| Белци             | 1.005 (98,0%) | 1.154 (97,0%) |
| Афроамериканци    | 1 (0,1%)      | 1 (0,1%)      |
| Азијати           | 0 (0,0%)      | 4 (0,3%)      |
| Хиспаноамериканци | 8 (0,8%)      | 13 (1,1%)     |
| Укупно            | 1.026         | 1.190         |